# 阜新组
阜新组是位于中国辽宁阜新一带以及吉林、内蒙古的下白垩世地层，1929年由王竹泉、黄汲清命名。该地层以灰白、灰色砂岩、砾岩为主，间夹深灰、紫红色泥岩、碳质页岩以及多层煤。